# Långsjön-Gåbrek fjällurskog
Långsjön-Gåbrek fjällurskog är ett naturreservat i Arjeplogs kommun i Norrbottens län.
Området är naturskyddat sedan 2000 och är 72,7 kvadratkilometer stort. Reservatet omfattar en höjd och består av barrskog med björkskog på toppen.